# سیریل بریگز (بازیکن فوتبال)
سیریل بریگز (انگلیسی: Cyril Briggs; ۲۴ نوامبر ۱۹۱۸ – ۲۶ نوامبر ۱۹۹۸) بازیکن فوتبال اهل بریتانیا بود.
از باشگاه‌هایی که در آن بازی کرده‌است می‌توان به باشگاه فوتبال ساوتپورت، باشگاه فوتبال منچستر یونایتد، و باشگاه فوتبال هاید اشاره کرد.